# Pierre-Louis-Claude Gin
Pierre-Louis-Charles Gin est un publiciste et helléniste français, né à Paris en 1726 et mort en 1807. 
Il était, par sa mère, arrière-petit-neveu de Nicolas Boileau. 

## Biographie
Il est d'abord avocat au parlement de Paris. En 1771, il devient conseiller au parlement refondé par la réforme du chancelier Maupeou. À la suite du rétablissement de l'ancien parlement en 1774, il intègre le grand conseil. 
Il est emprisonné en 1793 pour un plaidoyer adressé à la Convention en faveur du roi. Après son élargissement, il vit à la campagne, dans la retraite, consacrant ses loisirs à la culture des lettres. Il a combattu les doctrines des philosophes et défendu le principe de la monarchie contre les publicistes de son temps. Comme helléniste, il est aussi médiocre que fécond. 

## Œuvres
Voici ceux de ses ouvrages qui méritent le plus d’être mentionnés : 
- Vrais principes du gouvernement français (1777, in-8°), réfutation de Montesquieu ;
- De la religion, par un honnête homme (1774-1784, 5 vol. in-18) ;
- Œuvres d’Hésiode, trad. en franç. (1785, in-8°) ;
- l’Iliade d’Homère (1786, 4 vol. in-8°) ;
- Harangues de Démosthène et d’Eschine (1791, 2 vol. in-8°) ;
- De l’influence de la musique sur la littérature (1802, in-8°) ;
- Discours sur l’histoire universelle (1802, 2 vol. in-12), continuation de l’ouvrage de Bossuet, etc.